# Paige Lorenze
Paige Lorenze (Connecticut, 26 de enero de 1998) es una influencer y emprendedora estadounidense conocida por publicar contenido de estilo de vida y moda en Instagram y YouTube. Creó la marca de estilo de vida Dairy Boy en el 2021.

## Biografía
Lorenze creció en un pequeño pueblo de Connecticut. Asistió a Burke Mountain Academy, un internado en Vermont, para formarse como esquiadora alpina. Se mudó a la ciudad de Nueva York para estudiar en la Escuela de Diseño Parsons de The New School y se graduó en 2021.

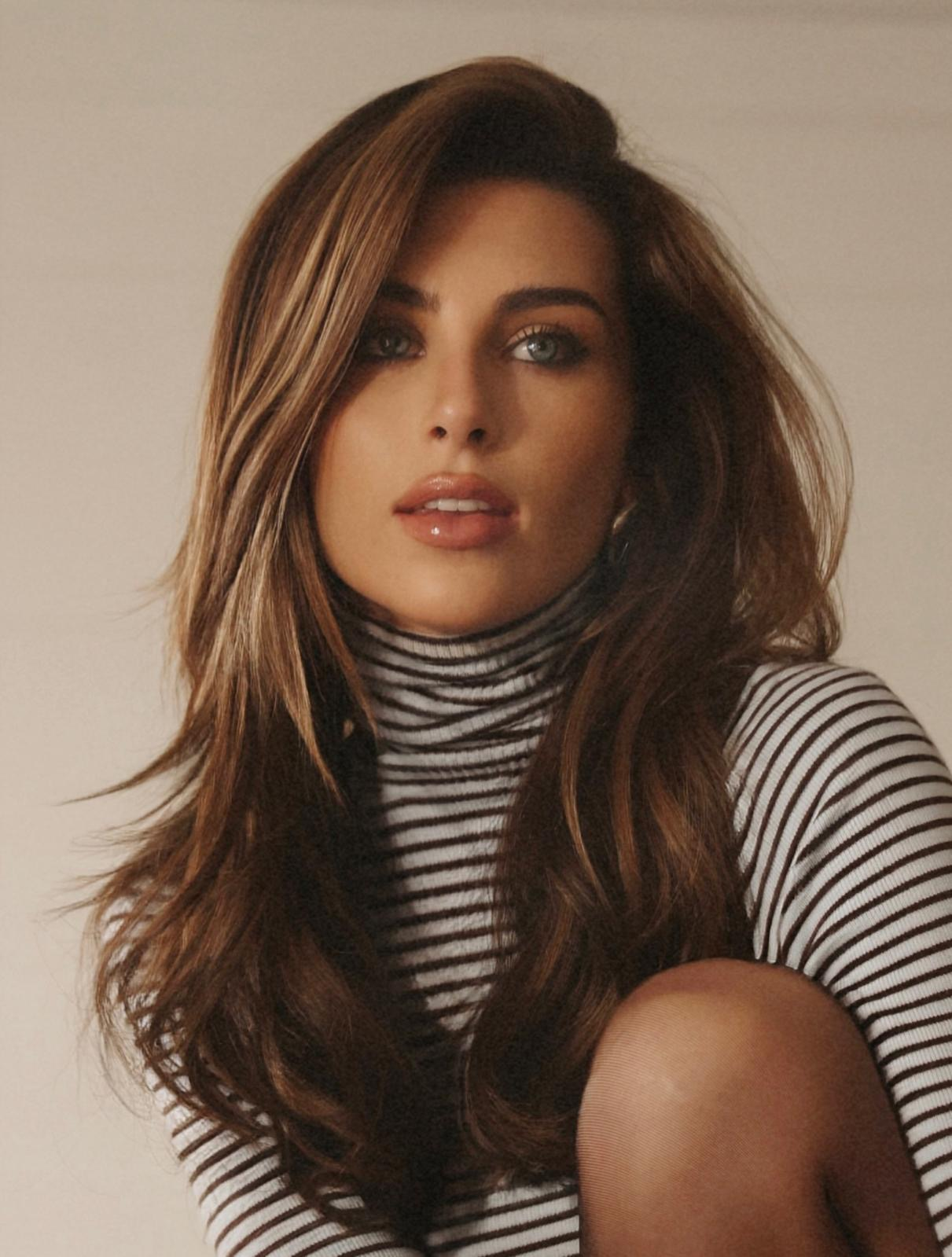
Imagen de Paige Lorenze

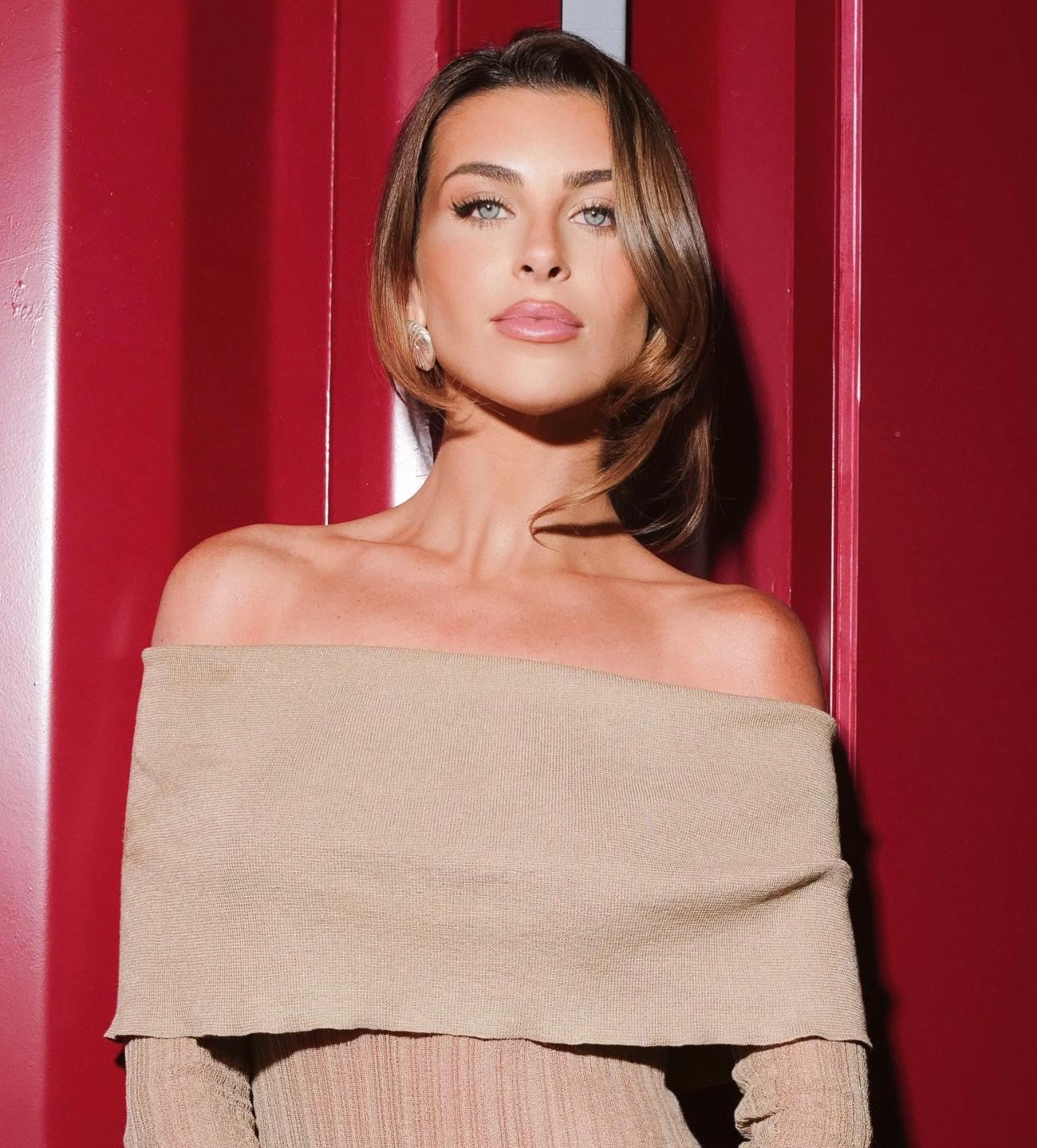
Foto de Paige Lorenze

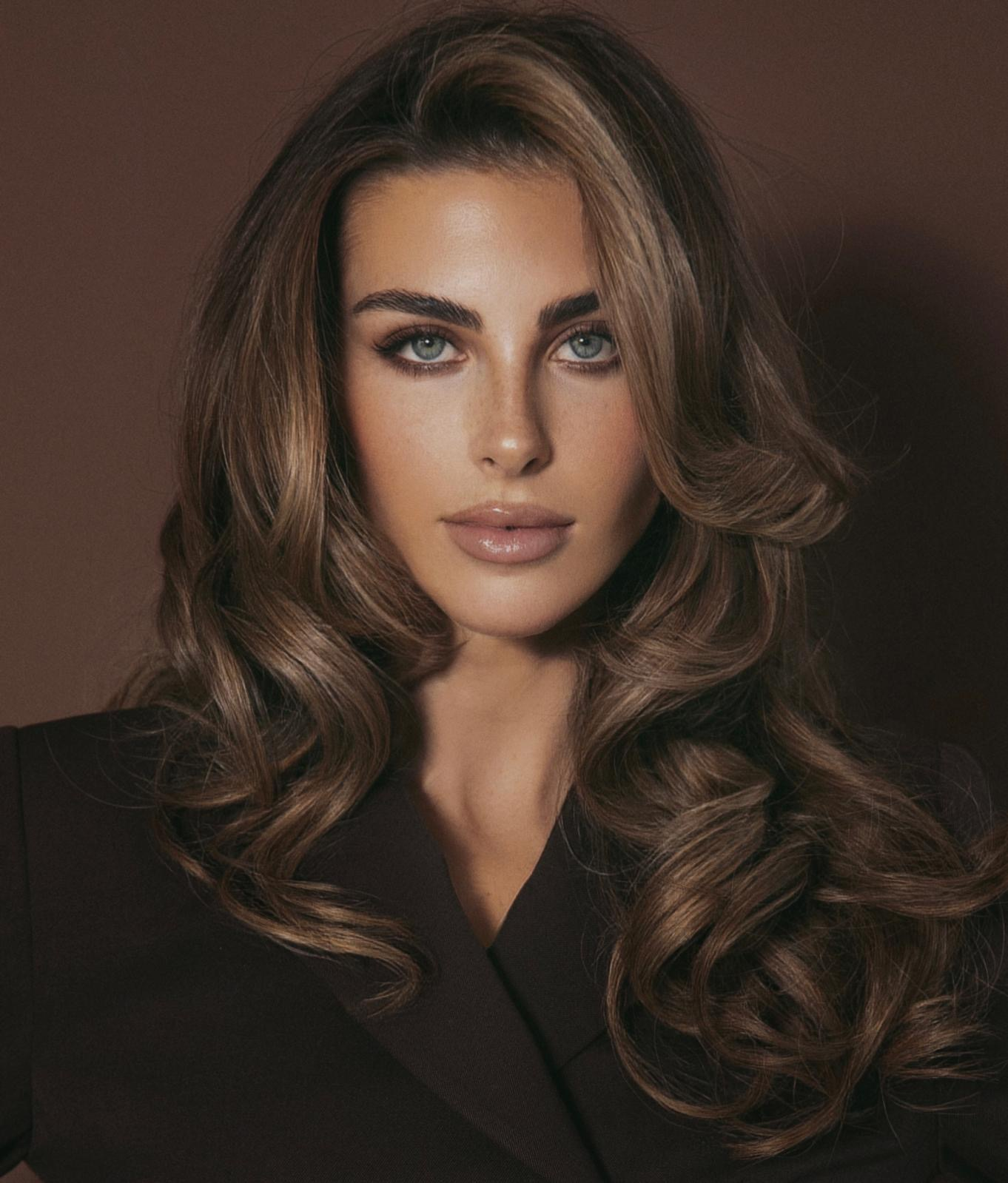
Paige Lorenze headshot

Mientras estaba en Nueva York, Lorenze comenzó a publicar contenido de moda y estilo de vida en Instagram, seguido de un vlog en YouTube a principios de 2020. Conoció al jugador de hockey de la NHL Kasperi Kapanen en 2019 y ganó seguidores en las redes sociales mientras salía con otros hombres famosos como el actor Armie Hammer (a quien ella y otros acusaron de abuso en 2021), el cantante de country Morgan Wallen y la personalidad de televisión Tyler Cameron. Refiriéndose a sus relaciones de alto perfil, el New York Post llamó a Lorenze «la Pete Davidson femenina».
En 2021, Lorenze lanzó la marca de estilo de vida Dairy Boy, que vende cosas como ropa, accesorios y velas. El nombre de la marca proviene de su preferencia por la leche de vaca sobre las alternativas lácteas. Se mudó a Southport, Connecticut, en septiembre de 2022 mientras reorientaba el contenido de sus redes sociales hacia la vida suburbana o rural. Su vlog comenzó presentando cocina casera y paseos a caballo. Comenzó a salir con el tenista profesional Tommy Paul en 2022 y lo presentó en su vlog mientras lo acompañaba en la gira. Mientras salía con Paul, abrió una tienda temporal de Dairy Boy en SoHo durante el Abierto de Estados Unidos 2023.